# حزب الشعب التركماني
حزب الشعب التركماني هو حزب سياسي يمثل الأقلية التركمانية في العراق. تأسس في أنقرة عام 1997، تعرض للقمع في عهد صدام حسين لكنه تمكن من العمل بحرية بعد غزو العراق.

## نظرة عامة
يسعى الحزب إلى تشكيل حكومة مركزية للجمهورية العراقية الديمقراطية، من خلال التفاوض مع خصومهم الوطنيين والدينيين والسياسيين للوصول إلى اتفاق يشتمل على حد أدنى من التشابه بين المشاركين. ومن ثم يمكنهم قبول حكومة والتوقيع عليها والتي يجب على جميع الأطراف المذكورة أن تتفق عليها.

## روابط خارجية
- الموقع الرسمي لحزب الشعب التركماني (Türkmen Halk Partisi)